# Scale (Kurzfilm)
Scale (im Deutschen auch Neben der Spur) ist ein animierter Kurzfilm von Joseph Pierce, der im Mai 2022 bei den Filmfestspielen in Cannes seine Premiere feierte. Es handelt sich bei dem 15-minütigen Film, der auf der gleichnamigen als Buch veröffentlichten Kurzgeschichte von Will Self basiert, um eine Koproduktion von Belgien, dem Vereinigtes Königreich, Frankreich und Tschechien.

## Handlung
Als Will Squam auf dem M40 Motorway in Richtung London unterwegs ist, erscheinen ihm die Straße und die Verkehrsschilder plötzlich völlig verändert in ihrer Größe. Er ist opiumabhängig und hat hierdurch seinen Sinn für die Wahrnehmung seiner Umwelt verloren. Er nimmt nicht nur seine Umgebung verzerrt wahr, sondern auch andere Menschen und seinen eigenen Körper. Will ist zwar kein Chemiker, hat es aber in jahrelangen Versuchen geschafft, aus verschiedenen Medikamenten Morphium zu extrahieren. Seine Frau ertrug seine Abhängigkeit nicht mehr, hat die Töchter mitgenommen und ihn alleine in dem Haus neben Model Village zurückgelassen.

Wenn Will seine selbstgemachten Drogen genommen hat, malt er sich aus, wie der M40 Motorway in ferner Zukunft von besonderer Bedeutung ist

Will schreibt gerade an seiner Dissertation über moderne Autobahnschilder, muss aber gleichzeitig Geld für seinen eigenen Lebensunterhalt und den seiner Familie verdienen. Dabei hält er seine noch kleinen Töchter eigentlich für fähig genug, sich um ihn zu kümmern. Will hat gelernt, das Kommen und Gehen der Wirkung seiner selbst hergestellten Drogen als Inspirationsquelle für sein Schreiben zu nutzen. Er malt sich aus, wie das Land und die Straßen in ferner Zukunft aussehen und von der besonderen Bedeutung, die die Autobahn M40 für die Menschen dann hat. Wenn er aber auf Entzug ist, wird er von Albträumen geplagt, in denen ihm Teile seines Körpers oder seine Töchter übergroß oder aber die Gebäude von Model Village winzigklein erscheinen. Die Drogensucht hat nicht nur seinen Verstand, sondern auch seinen Körper in Mitleidenschaft gezogen.
Als Will seine Dissertation mit dem Titel No Services: Reflex Ritualism and Modern Motorway Signs als Buch gedruckt in den Händen hält, scheint er trotz der verlorenen Familie und der psychischen und physischen Folgen der Sucht zufrieden.

## Produktion

### Literarische Vorlage

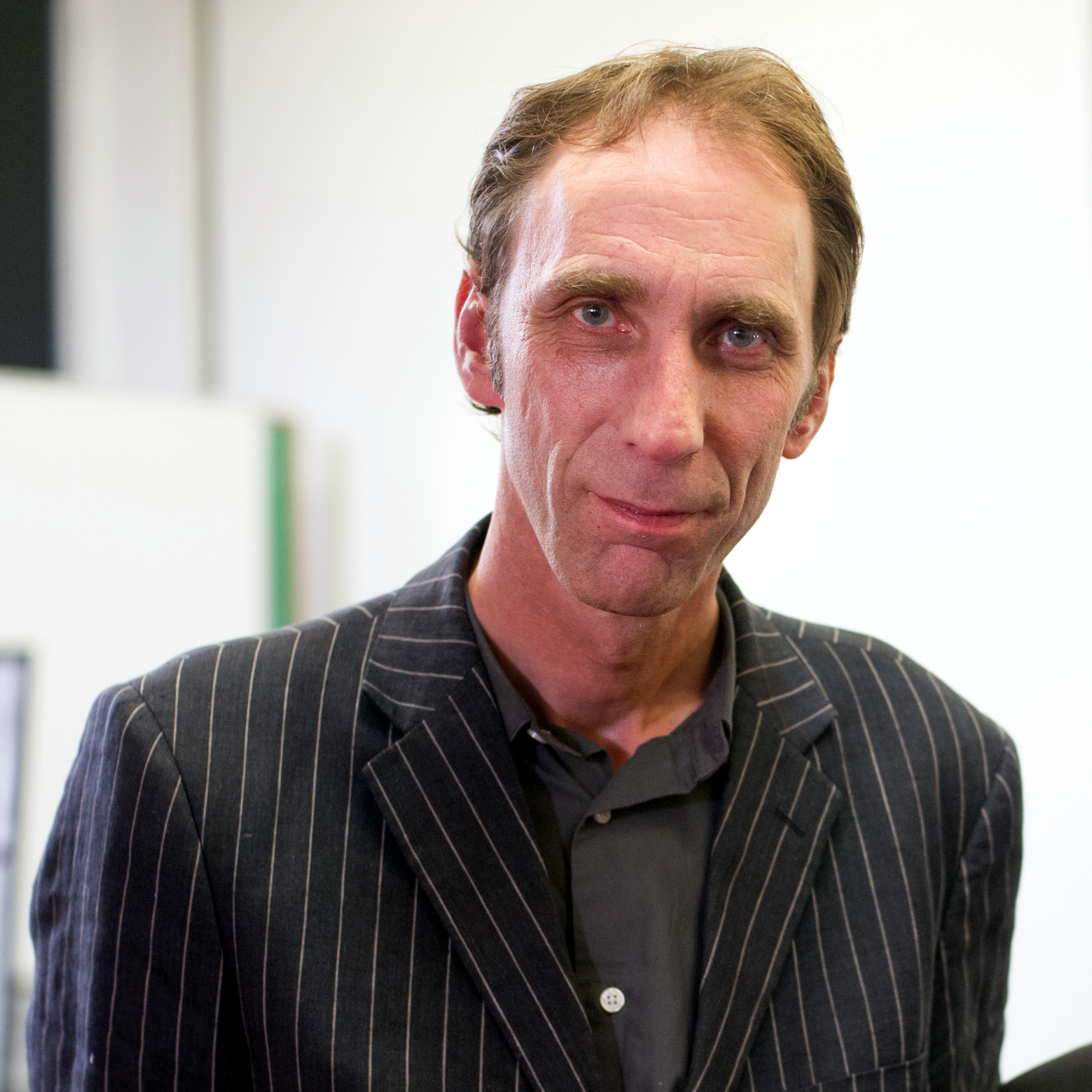
Will Self, der Autor von Scale

Der Film basiert auf der Kurzgeschichte Scale von Will Self, die 1995 bei Penguin Books veröffentlicht wurde. Diese entnahm er seiner Kurzgeschichtensammlung Grey Area. Scale erzählt aus der Ich-Perspektive die Geschichte eines drogenkonsumierenden, geschiedenen Vaters, der in einem Bungalow neben einem Miniaturdorf lebt.  Im Jahr 1993 wurde Self als einer der "Best of Young British Novelists" in die Grantas-Liste aufgenommen.

### Regie, Drehbuch und Technisches
Regie führte Joseph Pierce, der gemeinsam mit Nicolas Pleskof Selfs Kurzgeschichte adaptierte. Es handelt sich nach einer längeren Schaffenspause um Pierces fünften Kurzfilm. Er gestaltete Scale mithilfe der Rotoskopanimation, die vorzugsweise Ende der 1970er und Anfang 1980er Jahre zum Einsatz kam, und ließ seinen sehr persönlichen, fließenden Stil des Filmemachens einfließen, um die realitätsverzerrte Geschichte aus dem Buch zu erzählen. Diese Hybridtechnik ermöglichte es ihm, die von Kamerafrau Vanessa Whyte während der Dreharbeiten in London aufgenommenen Live-Action-Performances nachträglich zu animieren.

### Live-Action-Performances und Sprecher
Der Brite Sam Spruell leiht dem Protagonisten Will Squam seine Stimme und übernahm auch die Live-Action-Performance. Einem größeren Publikum wurde er 2012 durch den Fantasyfilm Snow White and the Huntsman bekannt, in dem er den Halbbruder Finn der von Charlize Theron dargestellten bösen Königin Ravenna spielte, aber auch durch Valerian – Die Stadt der tausend Planeten in der Rolle von General Okto Bar. Evelyn Neghabian Pierce und Minou Neghabian Pierce sind in den Live-Action-Performances der Töchter Edith und Lyla zu sehen, Zahra Ahmadi in der Rolle der Mutter Eden.

### Filmmusik und Veröffentlichung
Die Musik steuerte das britische Duo Lung Dart bei.
Die Premiere des Films erfolgte am 22. Mai 2022 bei den Filmfestspielen in Cannes, wo er in der Semaine de la Critique gezeigt wurde. Am 12. Juni 2022 wurde Scale in Deutschland und Frankreich bei Arte erstmals im Fernsehen gezeigt. Im gleichen Monat wurde der Film beim Festival d’Animation Annecy vorgestellt.

## Auszeichnungen
British Independent Film Awards 2022
- Nominierung als Bester britischer Kurzfilm (Joseph Pierce und Hélène Mitjavile)

Clermont-Ferrand International Short Film Festival 2023
- Auszeichnung mit dem Lab Audience Price

Festival d’Animation Annecy 2022
- Nominierung für den Cristal du court métrage (Joseph Pierce)[5]

Festival International du Film d’Animation de Bruxelles 2023
- Nominierung im Kurzfilmwettbewerb „Professionnels Internationaux“[6]

Guanajuato International Film Festival 2022
- Nominierung als Bester Kurzfilm für den Festival Prize (Joseph Pierce)[7]

HollyShorts Film Festival 2022
- Auszeichnung als Bester Animationsfilm (Joseph Pierce)[8]

Les Arcs Film Festival 2022
- Auszeichnung als Bester Kurzfilm (Joseph Pierce)[9]

London Critics’ Circle Film Awards 2023
- Nominierung als Bester britischer Kurzfilm[10]